# ロテリア駅
ロテリア駅（ロテリアえき、西: Estación de Lotería）は、パナマ共和国パナマ県パナマ地区パナマシティカリドニアアベニーダ・フスト・アロセメーナにあるパナマ・メトロ1号線の駅である。
当初のメトロ計画に当駅は入っておらず、12番目の駅として開業した。
メトロ網が開業した4ヶ月後の2014年8月27日に、フアン・カルロス・バレーラ (Juan Carlos Varela) 大統領によって当駅の公式な開業が執り行われた。
当駅は当初、近くの地区に因んだ「マラニョン (Marañón)」と呼ばれていたが、2012年2月にパナマの全国的な宝くじオフィスとの近接性を反映して改称された。
開業初年度での当駅においては、その当時のメトロ網12駅の内で9番目に多く利用され、メトロ網の利用者数の8%が利用していた。